# Diaphanoeca grandis
Diaphanoeca grandis — вид морських одноклітинних організмів з родини Acanthoecidae класу хоанофлагелят (Choanoflagellatea).

## Поширення
Ви поширений у морському середовищі узбережних зон по всьому світу. Є частиною мікропланктону.

## Опис
Клітина діаметро 7-10 мкм, овальної форми. Джгутик з комірцем завдовжки 16-38 мкм. Комірець (лоріка) у формі пляшечки, звужується в основі, складається з 10-13 мікроворсинок. Клітина знаходиться в екзоскелеті цибулеподібної форми.